# Коновалова, Елена Семёновна
Еле́на Семёновна Конова́лова — российская поэтесса, прозаик, редактор. Член Союза писателей России. Старший прапорщик (Центральный военный округ). Выпускающий редактор ежемесячного литературного журнала «Ротонда».

## Биография
Елена Коновалова родилась 13 июня 1970 года в селе Шапта Кикнурского района Кировской области. После окончания Шаптинской средней школы работала в родном селе. Первые стихи были опубликованы в районной газете «Сельские огни». В 1988 году поступила в Кировский государственный педагогический институт имени В. И. Ленина на филологический факультет. В 1995 году окончила Волынский государственный педагогический университет имени Леси Украинки по специальности «учитель русского языка и литературы». Прошла профессиональную переподготовку в Вятском государственном педагогическом университете по специальности «психолог».
20 лет служила в Вооружённых Силах РФ. Проходила военную службу в Центральном военном округе на должностях психолога, старшего механика станции спутниковой связи в ракетной дивизии, служила техником отделения радиоприёмных устройств войсковой части. Участница всеармейских совещаний военных писателей в Москве, победитель литературного конкурса Военно-художественной студии писателей Центрального Дома Российской Армии. 
Публиковалась в журналах: «Московский Вестник», «Волга — XXI век», «Литера» (Йошкар-Ола), «Дрон» (Белгород), «Ротонда» (Киров), «Пять стихий» (Горловка), «Новый Орёл+XXI век» (Орёл); альманахах: «Рать», «Парад литератур» (Москва), «Вятка литературная», «Зелёная улица» (Киров), «Слово любви» (Барнаул), антологии «Армейские победные зарницы»; сборниках: «Память поколений» (Псков), «Мы дети одной земли» (Екатеринбург), «О, древний город, давший мне приют» (Киров). 
Автор книг «Моё село на косогоре» (2015), «Белое на плечи — доброму навстречу» (2018), «По кромке осени» (2019), «Неистлевшие слова» (2023) и др.

Живёт и работает в Кирове.
Семья
Супруг — русский православный писатель, поэт, эссеист, журналист, редактор Николай  Пересторонин.